# Metallophon

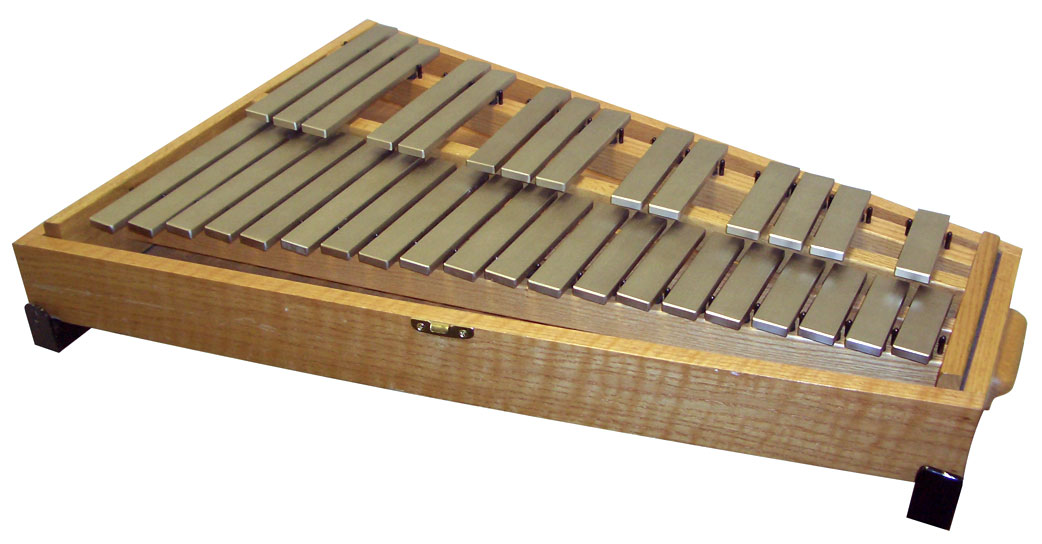
Modernes Glockenspiel mit Resonanzkörper

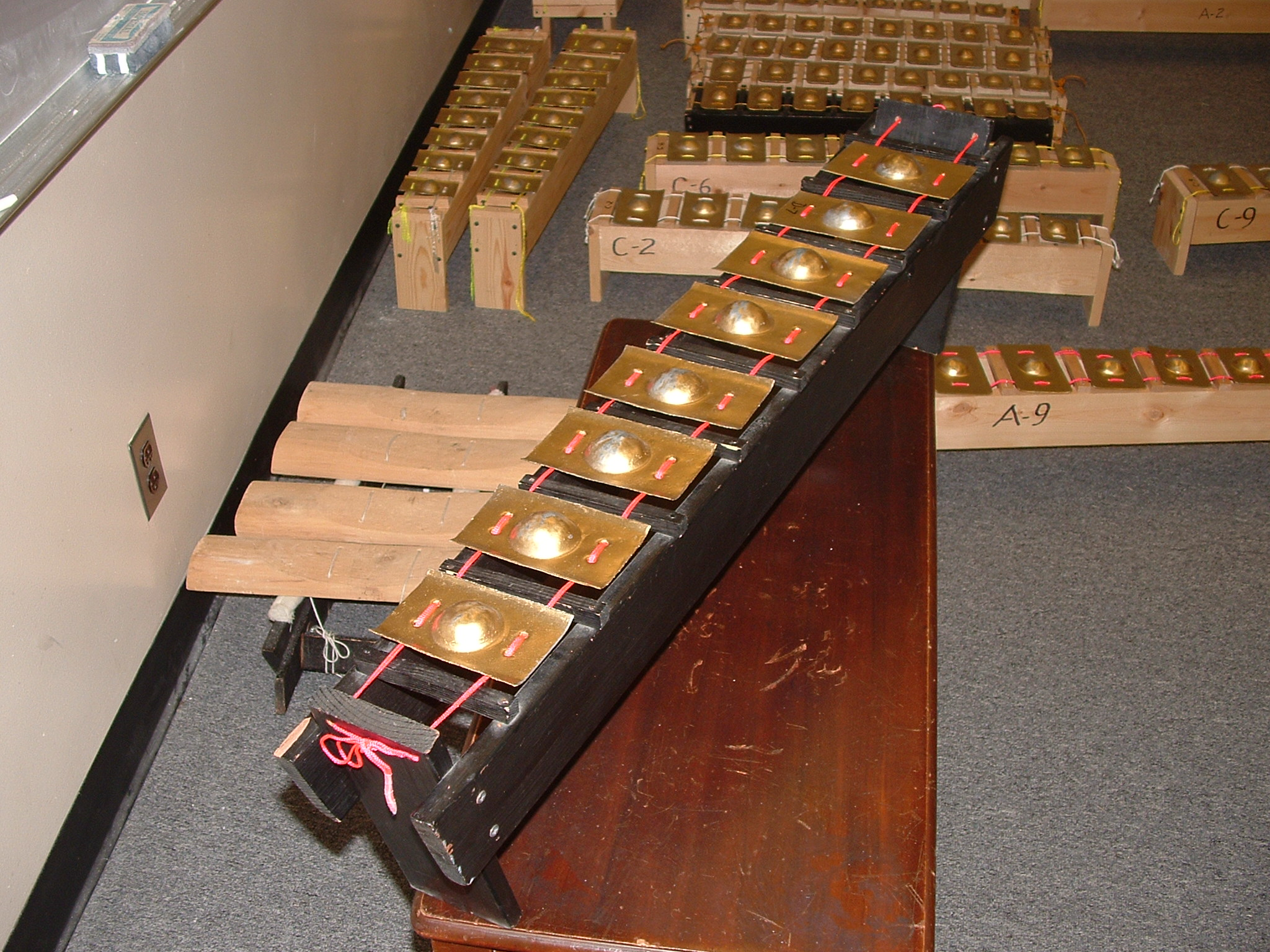
Kulintang a tiniok: ein philippinisches Metallophon

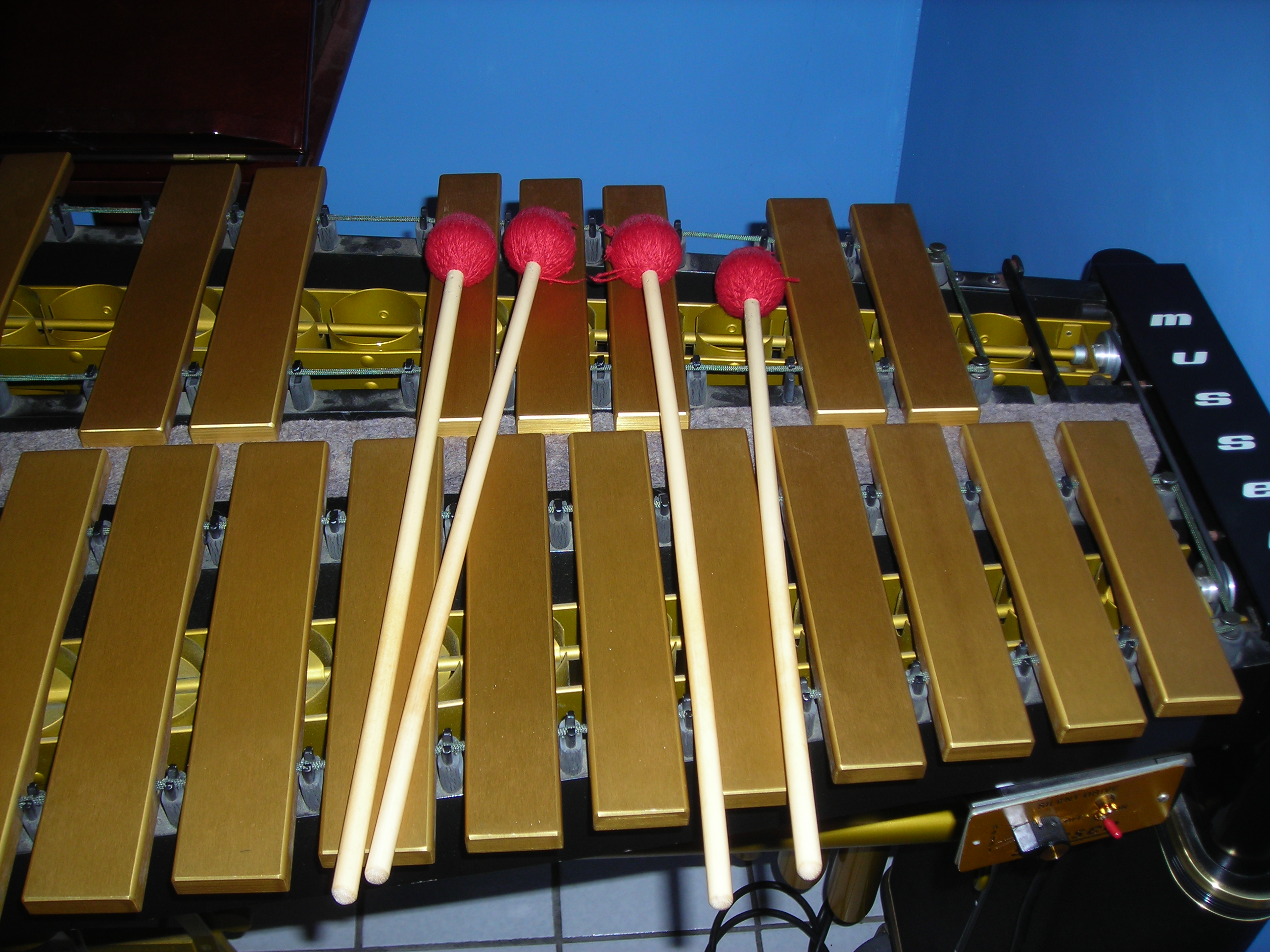
Vibraphon

Metallophone sind eine Gruppe von Stabspielen, die aus einer Anzahl von gestimmten Metallplatten bestehen und mit Schlägeln (Klöppeln) geschlagen werden. Metallophone gibt es mit hängenden oder liegenden Platten in ein- und mehrreihiger Ausführung.
Die zu den Idiophonen gehörenden Metallophone haben in Südostasien und China eine jahrhundertealte Tradition. Heute werden sie besonders im balinesischen und javanischen Gamelan sowie in den klassischen Stilen von Thailand und Kambodscha verwendet. Ab dem 17. Jahrhundert wurden Metallophone auch nach Europa eingeführt, wo sich eigene Formen entwickelten.
Carl Orff verwendet in seinem Schulwerk mehrere Arten von Metallophonen und Glockenspielen für die musikalische Früherziehung. Ähnlich für den Musikunterricht geeignet sind Boomwhackers. 
In Orchestern der westlichen Kunstmusik werden gelegentlich, etwa bei Mozart (Die Zauberflöte) oder Wagner, Klaviaturglockenspiele verwendet, aus denen sich später die Celesta entwickelte.

## Arten von Metallophonen
- Fangxiang
- Gangsa
- Gendèr
- Glockenspiel
- Jegogan
- Jublag
- Kulintang a tiniok
- Lyra
- Ranat ek lek
- Ranat thum lek
- Roneat dek
- Saron
- Slentem
- Stabgeläute
- Ugal
- Vibraphon